# Нисам, нисам
Нисам, нисам је осми албум београдске групе Зана. Албум садржи 9 песама од којих су хитови насловна нумера, Кум и Принц. Албум је изашао 1991. године у издању ПГП РТБ.

## Позадина
Након огромног успеха претходног албума, група је издала компилацију под називом Најлепше песме 1990. године. У то време, групу је напустила тадашња певачица Наташа Живковић. На место главног вокала долази садашња певачица Јелена Галонић.

## О албуму
Албум је сниман током марта и априла 1991. Ово је први албум за ПГП након 4 године.
Албум је праћен спотовима за песму Мари у оквиру манифестације Лето на Ади, насловну нумеру и песму Кум који су снимљени на Светом Стефану у оквиру дечје емисије тадашњег РТБ-а.

## Списак песама
Аутор(и) свих текстова: Марина Туцаковић. 
| №  | Назив                                 | Трајање |  |
| 1. | Нисам, нисам... (девојка твога друга) | 4:04    |  |
| 2. | Револуција                            |         |  |
| 3. | Принц                                 |         |  |
| 4. | Тешко је                              |         |  |
| 5. | Дани фантастике                       |         |  |
| 6. | Мари                                  |         |  |
| 7. | Кум                                   |         |  |
| 8. | Јутарња песма                         | 4:01    |  |
| 9. | Дај ми Боже друго ја                  |         |  |